# Вио, Беатриче
Беатриче Мария Аделаида Марция Вио, известная как Беатриче «Бебе» Вио или Бебе Вио (итал. Beatrice Maria Adelaide Marzia Vio; род. 4 марта 1997, Венеция) — итальянская фехтовальщица-колясочница (рапира). Паралимпийская чемпионка Европы, мира, Паралимпийских игр. Первая фехтовальщица, выигравшая эти титулы с протезом рук, в 2008 году у неё были ампутированы обе руки по локоть и ноги по колено.
Спортсменка года в паралимпийской категории 2017, за лучшие спортивные достижения прошедшего года.

Многие говорили мне, что заниматься фехтованием после болезни — невозможная вещь. Когда мне говорят такое, то я просто продолжаю работать, каждый день ставлю новые цели и продолжаю мечтать.